# Naamá (Génesis)
Naamá, Naemá o Noamá (en hebreo נַעֲמָה, Na‘ămāh, "placentera") es un personaje femenino mencionado en la Biblia, en el Génesis.

## Familia
Naamá, descendiente de Caín, fue hija de Lamec y de Sila. Su hermano fue Tubalcaín, padre de los forjadores de cobre y hierro. Yabal y Yubal eran sus medio hermanos, hijos de la otra esposa de Lamec, Adá.

## Teorías
Gordon Wenham señala que la razón por la que es mencionada de manera especial en la Biblia permanece en la oscuridad, mientras que R. R. Wilson sugiere que el narrador deseaba simplemente ofrecer una genealogía equilibrada señalando que las dos esposas de Lamec tuvieron dos hijos.
De hecho, es la única mujer en la prehistoria bíblica que aparece como hija de alguna persona. Por lo general sólo se mencionan hijos.
El antiguo midrash judío Génesis Rabba (siglos IV a VI d. C.) (23.3) considera a esta Naamá (hija de Lamec y hermana de Tubalcaín) como la esposa de Noé (véase el comentario de Rashi sobre Génesis 4:22), mientras que algunas tradiciones judías medievales la asocian con el canto.
En los comentarios a la Tanaj, Shlomo ben Itzjak, un prominente rabino de finales del siglo XI y principios del siglo XII, aparece como la mujer de Noé, cuyo nombre es por lo demás desconocido en la Biblia.